# Кондуктивная тугоухость
Кондуктивная тугоухость (англ. conductive hearing loss) — это нарушение слуха, при котором затруднено проведение звуковых волн по пути: наружное ухо — барабанная перепонка — слуховые косточки среднего уха — внутреннее ухо.

«К звукопроводящему аппарату относят наружное и среднее ухо, а также пери- и эндолимфатические пространства внутреннего уха, базилярную пластинку и преддверную мембрану улитки» (с.28).
При кондуктивной тугоухости проведение звуковой волны блокируется ещё до того, как она достигнет сенсорно-эпителиальных (волосковых) клеток кортиева органа, связанных с окончаниями слухового нерва.
У одного и того же пациента возможно сочетание кондуктивной (басовой) и нейросенсорной (дискантовой) тугоухости (тугоухость смешанного характера). Встречается и чисто кондуктивная потеря слуха.

## Различия между кондуктивной инейросенсорной тугоухостью
При выполнении теста (опыта) Вебера звук локализуется в ухо с кондуктивной тугоухостью. тест (опыт) Ринне, в норме показывающий превышение воздушного проведения над костным, при кондуктивной тугоухости обычно отрицательный (в отличие от большинства медицинских тестов, в данном случае «отрицательный» результат соответствует не норме, а патологии! и показывает превышение костного проведения над воздушным.
 Таблица 1. Сравнение нейросенсорной и кондуктивной тугоухости
| Критерии                           | Нейросенсорная тугоухость | Кондуктивная тугоухость                                                                                           |
| Поражённые анатомические структуры | Поражён звуковоспринимающий аппарат: внутреннее ухо, черепной нерв VIII, — или центральные отделы слухового анализатора                                                                                  | Поражён звукопроводящий аппарат: среднее ухо (слуховые косточки), барабанная перепонка и наружное ухо             |
| Тест Вебера                        | Звук латерализуется в сторону лучше слышащего уха | Латерализация звука преимущественно в больное ухо (с кондуктивной тугоухостью)                                    |
| Тест Ринне                         | Положительный тест Ринне (R+); воздушное проведение успешнее костного проведения (снижены и воздушная, и костная проводимости, но разница между ними остаётся неизменной). Малый костно-воздушный разрыв | Отрицательный тест Ринне (R-); костное проведение успешнее воздушного проведения. Большой костно-воздушный разрыв |

## Причины кондуктивной тугоухости

### Наружное ухо

#### Обычно
- Серная пробка (может привести к потере слуха на 30—40 дБ)[2]
- Наружный отит — воспаление ушной раковины и наружного слухового прохода, как правило, вызванное инфекцией (синегнойная палочка, протей, кишечная палочка, стафилококк, микозы)[3]

#### Редко
- Инородное тело наружного слухового прохода — вызывает кондуктивную тугоухость лишь при обтурации слухового прохода[3]
- Экзостоз — нарост на кости
- Опухоль наружного слухового прохода
- Врождённая атрезия — отсутствие наружного слухового прохода (отмечается при синдроме Конигсмарка, который наследуется по аутосомно-рецессивному типу)[3]
- Атрезия наружного слухового прохода вследствие травмы

### Барабанная перепонка
- Перфорация[англ.] (повреждение) барабанной перепонки  (основные признаки: нарушение слуха, кровотечение из уха)[3]
- Тимпаносклероз[2] (чаще всего — отдалённое осложнение после перенесённого острого среднего отита)[5]
- Втянутая барабанная перепонка[2], например, при тимпаносклерозе)[5] (подобные дефекты иногда называют инвагинациями[англ.] или ретракционными карманами барабанной перепонки)[7]
- В обстоятельствах внезапного возрастания давления внешней среды: при быстром спуске в шахту, крутом снижении самолёта, во время дайвинга, — создаются условия, когда давление в среднем ухе становится гораздо ниже, нежели в наружном. Это вызывает напряжение барабанной перепонки и может привести к внезапной кондуктивной тугоухости[8]. Применяются различные методы искусственного повышения давления воздуха в носоглотке, например, продувание ушей по Политцеру[англ.] восстанавливает давление в среднем ухе и улучшает слуховую функцию[1].

### Среднее ухо
Скопление серозного экссудата в среднем ухе — самая обычная причина кондуктивной тугоухости, в особенности, у детей.
Главная причина — инфицирование уха; возбудители — бактерии, вирусы, или грибки — чаще всего проникают в слуховую трубу из носоглотки (ринотубарно) или, при травме барабанной перепонки, через наружное слуховое отверстие или обтурация (блокирование) слуховой (евстахиевой) трубы вследствие аллергического процесса либо опухолевого роста. Обтурация слуховой трубы приводит к тому, что давление в среднем ухе становится выше, чем в наружном, что затрудняет подвижность слуховых косточек среднего уха и барабанной перепонки.

Кондуктивная тугоухость может быть следствием деформации или разъединения слуховых косточек.

#### Обычно
- Острый средний отит — катаральный или гнойный[3]
- Хронический средний отит — экссудативный (секреторный), адгезивный (с образованием спаек и рубцов), рецидивирующий или гнойный[3]

Средний отит — острое или хроническое воспаление среднего уха — требует обязательного лечения специалистами, поскольку чреват не только развитием тугоухости, но и такими опасными осложнениями, как мастоидит, парез или паралич лицевого нерва, лабиринтит (воспаление внутреннего уха), отогенный менингит, отогенные абсцессы мозга и мозжечка.

#### Редко
- Холестеатома — патологическое разрастание эпителия, которое может затруднять функцию слуховых косточек; при отсутствии лечения может привести к кариесу слуховых косточек и их деформации[2].
- Опухоль среднего уха
- Отосклероз — разрастание костной ткани вокруг основания стремени[3]
- Травма височной кости

### Внутреннее ухо

#### Обычно
- Тяжёлые формы отосклероза
- Воздействию интенсивного шума
- Непроходимость овального или круглого окна — этот тип тугоухости, как правило, лечится хирургически

#### Редко
- Дегисценция переднего[10] полукружного канала — эрозия костного каркаса, которая может приводить к выпячиванию перепончатого отдела канала и во многих случаях сопровождается кондуктивной тугоухостью[11].

- Дегисценция верхнего полукружного канала (феномен третьего окна, перилимфатическая фистула) – частный случай перилимфатической фистулы, вызванный слишком тонкой костной стенкой или её полным отсутствием между лабиринтом и полостью черепа. При этом состоянии громкие звуки и изменение внутричерепного давления приводит к головокружению, причём некоторые пациенты слышат своё сердцебиение или даже движение глаз[12]. Лечение в основном хирургическое.